# 李雄 (天順進士)
李雄（1430年—？），字文偉，河南開封府許州人，明朝政治人物。同進士出身。

## 生平
景泰七年（1456年）舉丙子科河南鄉試第四十三名。天順四年（1460年）中式庚辰科會試第七十七名，殿試登進士第三甲第五十二名。成化十三年（1477年）任湖州府知府，十四年去任。

## 家族
曾祖父李什。祖父李成。父亲李聰。